# 예쁜꼬마선충
예쁜꼬마선충(Caenorhabditis elegans)은 선형동물의 일종이다. 썩은 식물체에서 서식하며 투명한 몸을 가지고 있고 몸의 길이는 1mm정도이다. 예쁜꼬마선충이 가지고 있는 여러 가지 특징들 때문에 다세포 생물의 발생, 세포생물학, 신경생물학, 노화등의 연구에서 모델 생물로서 많이 연구된다.

## 생물학

### 구조
예쁜꼬마선충은 다른 선형동물과 비슷하게 체절이 없고, 원통형의 몸을 가지고 있으며 꼬리 쪽으로 갈 수록 몸이 가늘어지는 구조를 가지고 있다. 입, 인두, 내장, 생식기관, 그리고 큐티클층을 가지고 있으며 예쁜꼬마선충의 단면은 외배엽에서부터 유래한 바깥 관과 내배엽으로부터 유래한 안쪽 관, 그리고 관과 관 사이의 공간인 의체강(pseudocoelomic space)으로 구성되어 있다. 바깥 쪽 관은 큐티클층과 내피(hypodermis)층, 분비계와 신경계,근육으로 구성되어 있고 안쪽 관은 인두와 내장으로 구성되어 있으며 성체의 경우에는 생식기관도 포함되어 있다. 예쁜꼬마선충의 성체는 959개의 체세포를 가지고 있고 1000개에서 2000개에 달하는 생식세포를 가지고 있다.
예쁜꼬마선충은 큐티클 층이라는 세포외 기질로 덮여있다. 큐티클은 콜라겐 성분의 세포외 기질(extra cellular matrix, ECM)이며 내피에 의해서 분비된다. 큐티클 합성은 유충이 탈피하기 전에 일어난다. 내피에서 오래 된 큐티클 층 밑에 새로 합성된 큐티클을 분비하여 새로운 큐티클 층을 만들고 오래된 큐티클 층은 탈피과정에서 제거된다.

### 유전자
예쁜꼬마선충은 다세포 생물 중에서 가장 먼저 전체 DNA의 염기서열이 분석된 생물이다. 대략 1억개의 염기 쌍(base pair)의 크기의 DNA를 가지고 있으며 상 염색체 5쌍(I, II, III, IV, V)과 성 염색체 1쌍(X)을 가지고 있다. 또한 단세포 진핵 생물보다는 조금 많은 염기 쌍을 가지고 있고 인간 유전자 수와 비슷한 수의 약 19,000개의 유전자(gene)을 가지고 있다. 인트론(intron)이 유전자의 26%를 차지하고 있으며 많은 유전자가 오페론 형태로 배열되어 있다. 일반적으로 오페론식 유전자 배열은 원핵생물의 유전자에서 나타난다. 하지만 예쁜꼬마선충과 몇몇 선형동물은 진핵생물이지만 오페론을 가지고 있다. 예쁜꼬마선충의 유전자는 20,470개의 단백질을 암호화(encoding)하고 있다.

### 성
예쁜꼬마선충은 크게 2가지의 성을 가지고 있다. 하나는 암수한몸(자웅동체)이고 다른 하나는 수컷이다. 자웅동체는 성 염색체를 1쌍(2개) 가지고 있으며(XX), 수컷(XO)은 감수 분열 시에 아주 가끔 일어나는 염색체의 비분리로 성염색체를 1개 가지게 되었을 때 발생하게 된다. 염색체의 비정상적인 분리 현상이 드물기 때문에 자연에는 주로 자웅동체(XX)가 존재하고 수컷은 자연에 매우 적은 비율(0.1%)로 존재한다. 예쁜꼬마선충은 수컷이 존재할 때에는 유성생식을 하지만, 수컷이 존재하지 않을 때에는 자웅동체가 자신의 정자로 자신의 난자를 수정시켜서 자기 자신과 동일한 유전자를 가진 개체를 만든다.

### 생활 주기
예쁜꼬마선충의 삶은 크게 배아기와 유충기와 성체기로 나뉜다. 먼저 모 선충의 자궁 안에서 알의 상태로 난할(cleavage)을 계속하여서 상실기 단계(세포 수가 30개 정도)까지 이르게 된다. 알을 낳은 뒤에는 포배기 단계를 거치면서 세포들이 이동하여서 배엽들을 형성하게 된다. 외배엽은 피하 조직과 신경을 형성하게 되고 중배엽은 인두와 근육을, 내배엽은 생식세포와 내장을 형성하게 된다. 배아기가 거의 다 끝나가게 될 때 대략적인 몸의 형태를 갖추게 된다.
유충기는 크게 4단계로 구성되어 있으며 유충은 주변 환경에서 영양소를 섭취하면서 각 단계를 거치면서 성체로 성장하게 된다. 유충기 동안에는 아직 완성되지 않은 신경 시스템과 생식기관이 발달한다. 유충은 주변 환경에 따라 몸의 상태를 변화시켜서 그 환경에 적응할 수 있다. 이러한 몸의 상태 변화는 발달과정에서 2번 일어날 수 있다. 먼저 제 1령 유충일 때 섭취할 수 있는 먹이가 없어 환경이 악화되게 되면 유충은 몸의 발달을 멈추게 된다. 이러한 상태의 유충은 먹지 않고 6~10일을 견딜 수 있다. 또한 제 2령 유충의 마지막 단계에서 유충은 환경에 따라서 다우어(dauer) 유충 단계로 들어갈 수 있다. 다우어 유충기는 먹이가 부족하거나 특정 장소에서 개체의 밀도가 높을 때, 그리고 온도가 특정 수준 이상으로 높아졌을 때 발생한다.
다우어 유충기로 들어가게 되면 4달 정도를 아무것도 섭취하지 않고 버틸 수 있다. 다우어 유충의 몸은 다른 유충기에 비해서 가늘어지고 큐티클 층의 성분이 바뀌고 두께가 두꺼워지며 활동량이 극히 적어진다. 그리고 TCA 회로보다는 저장된 지방으로부터 에너지 대사를 하는 글리옥실레이트(glyoxylate) 회로가 사용된다. 그리고 또한 전체적으로 mRNA 전사율을 낮게 유지하여 쓸데없는 전사를 막아 에너지와 물질 소모를 막는다. 반면에 외부의 스트레스에 저항하는데 필요한 Hsp90(heat shock protein 90)과 산화 스트레스로부터 세포를 보호하는 효소(superoxide mutase와 카탈라아제)에 해당되는 mRNA의 전사 비율은 더 높아진다. 예쁜꼬마선충은 위와같은 과정을 통해서 에너지 사용량을 낮추고 외부의 스트레스에 대한 저항력을 키운다

## 생태학
예쁜꼬마선충은 비료나 정원의 흙과 같은 주로 사람이 사는 곳과 가까운 곳에서 발견되지만 예쁜꼬마선충의 자연 내의 서식지는 거의 알려지지 않았다. 최근에 예쁜꼬마선충이 썩은 과일과 같은 유기 물질이 많은 곳에서 발견되었다고 알려져 있다. 흙 속의 유기 물질과 미생물들을 먹고 살으며 구체적인 생태는 파악되지 않았다.
다만 간균류는 예쁜꼬마선충이 섭취할 수 없으며 아메바의 특정 종의 포자는 예쁜꼬마선충이 소화시킬 수 없다는 것이 알려져 있다. 예쁜꼬마선충은 환경이 악화되었을 때에 다우어 유충기에 접어들게 되며, 다우어 유충은 등각류, 절지류, 노래기류나 달팽이 같은 동물에 붙어서 장거리를 이동할 수 있다. 환경이 좋아지면 그 동물로부터 떨어져 나와 성장을 계속하게 된다.

## 연구 분야에서의 활용

### 예쁜꼬마선충의 특징
예쁜꼬마선충은 정상적인 조건에서 사멸 주기는 3주 정도로 짧으며 실험실에서 한천 접시(Agar plate)나 대장균 배양액에서 쉽게 배양이 가능하며 유지비가 적게 든다. 또한 얼려서 보관할 수 있어 장기간 보관이 가능하다. 그리고 짧은 생활 주기와 300개체가 넘는 많은 후손들을 생성할 수 있으며 몸이 투명하고 체세포의 개수가 1000개정도 밖에 되지 않기 때문에 세포의 관찰에 유용하게 쓰일 수 있다. 또한 유전자 연구가 집중적으로 이루어져서 모든 유전자의 서열이 밝혀졌고 유전자 결여(gene knockout) 돌연변이 라이브러리나 돌연변이 유발(mutagenesis), RNA 간섭(RNA interference), 유전자 이식(transgenesis)등에 관한 연구가 많이 진행되어 있어서 자료가 풍부하여서 연구가 용이하다. 특히 RNA 간섭을 통해서 특정 유전자의 발현을 억제할 수 있다는 장점이 있다. 그리고 신경계가 단순하기 때문에 신경연구의 모델로서도 많이 사용된다.

### 세포 자살 연구 분야
예쁜꼬마선충은 세포의 수가 다른 다세포 진핵 생물들에 비해 적은 편이어서 세포의 발달과정을 관찰하는 데 용이하다.특히 발달 과정에서부터 모든 세포를 추정한다면 특정 세포가 어떻게 분화되는 지를 알 수 있기 때문에 세포자살 연구나 발생학 분야에서 많이 연구되는 모델 생물이다. 실제로 세포자살(apoptosis)을 연구한 H.Robert Horvitz는 예쁜꼬마선충의 발달과정에서 일어나는 1000여 개의 세포의 분화를 일일이 현미경으로 관찰하면서 원래 형성된 1090개의 세포들 중 131개의 세포가 프로그램된 세포 자살을 진행했다는 것을 발견하게 되었다. 또한 예쁜꼬마선충에서 발견된 세포 자살에 관여하는 유전자들(ced-3, ced-4, ced-9)과 비슷한 역할을 하는 유전자들이 인간의 유전자에서도 발견되었다. 예쁜꼬마선충에 대한 연구를 통해서 세포 자살에 대한 분자적 이해가 증진되게 되었고 세포 자살이란 과정이 암과 같은 많은 질병들에 연관되어 있다는 점에서 생물학계와 약학계에 많은 영향을 주었다.

### 질병
예쁜꼬마선충은 질병 연구에도 많이 사용된다. 대부분의 경우, 예쁜꼬마선충과 인간의 질병과는 직접적인 연관은 없지만 여러 가지 변인들을 통제하기 쉽고 빠른 결과를 얻을 수 있기 때문에 사용된다. 또한 인간과 예쁜꼬마선충의 유전자를 비교한 결과 60~80%정도의 유전자가 비슷하다는 것이 밝혀졌다. 인간 질병에 관련된 유전자의 533개가 예쁜꼬마선충의 유전자에서 발견되었으며 이는 예쁜꼬마선충에 대한 연구가 인간의 질병 연구로도 이어질 수 있음을 시사한다. 또한 예쁜꼬마선충을 연구함으로 질병의 분자적 기작을 발견할 수 있기 때문에 예쁜꼬마선충이 질병 연구 대상으로 많이 사용된다. 예쁜꼬마선충 연구는 당뇨병 연구나 비만 연구와 같은 에너지 대사 증후군 연구, 신호전달 체계와 관련된 암 연구, 알츠하이머 병, 헌팅턴 병, 파킨슨 병과 같은 신경 분해성 질환(neurodegration disease)에 대한 연구, 근 위축증같은 유전병연구, 우울증과 같은 신경관련 질환 연구에 사용된다.

### 노화 연구 분야
예쁜꼬마선충의 유전자에서 age-1이라는 유전자에 돌연변이가 생기면 예쁜꼬마선충의 평균 수명이 2배 정도 증가한다는 연구가 발표되었고 이는 체내의 superoxide dismutase(SOD)와 카탈라아제의 양이 많아져서 산화적 스트레스를 견딜 수 있는 능력이 증가되었기 때문이라고 보고되었다. 또한 예쁜꼬마선충이 나이가 들면 미토콘드리아의 유전자가 손상을 입게 되는데 age-1 유전자에 돌연변이가 생겼을 때 예쁜꼬마선충의 미토콘드리아 유전자가 덜 손상을 입는다는 것이 알려졌다.

## 같이 보기
- 생물발광